# پرچم عراق
پرچم عراق، عراق در دوره‌های مختلف پرچم‌های متفاوتی را برای خود اختیار نموده است. برای درک بهتر پرچم‌های مختلف عراق در حکومت‌های مختلف می‌توان به موارد زیر اشاره کرد پرچم کنونی عراق از سه نوار افقی تشکیل شده است، قرمز در قسمت بالا و مشکی در قسمت پایین، با رنگ سفید در وسط با کتیبه «الله اکبر» با خط کوفی، سبز رنگ نوشته شده است. این رنگ‌ها از ادبیات منظوم صفی الدین حلی الهام گرفته شده است: «اقدامات ما روشن، میدان‌های جنگ ما تاریک، سرزمین‌های ما سبز و شمشیرهای ما از خون دشمنان ما سرخ است».
پس انقلاب ۱۴ ژوئیه، پرچم جمهوری عراق به تصویب رسید و همچنین در سال ۱۹۶۳ تغییر یافت و نماد وحدت عراق وسوریه ومصر است. پس از جنگ دوم خلیج فارس، قانون پرچم عراق تصویب شد و عبارت «ألله اکبر» با خط صدام حسین نوشته شد. پس از حذف بعثی‌ها در جنگ سوم خلیج فارس، پیشنهاد برای پرچم جدید عراق به شدت مورد انتقاد قرار گرفت و مورد استقبال قرار نگرفت.
پس از سال ۲۰۰۴، با جایگزینی عبارت «الله اکبر» و تبدیل آن به خط کوفی به جای صدام حسین، تغییرات جزئی در پرچم عراق ایجاد شد. در سال ۲۲ ژانویه ۲۰۰۸ مجلس عراق قانون پرچم عراق را تصویب کرد که از آن سه ستاره و معانی آنها حذف شد.

## تاریخ پرچم عراق

### ۱۹۲۱–۱۹۵۹

۱۹۲۱–۱۹۵۹ (تناسب: ۱:۲)

پرچم پادشاه عراق، ۱۹۳۰–۱۹۵۸ (تناسب: ۱:۲)

نخستین پرچم عراق در سال تشکیل این کشور یعنی ۱۹۲۱ میلادی برگزیده شد.

### ۱۹۵۸

۱۹۵۸ (تناسب: ۱:۲)

در پاسخ به اتحاد مصر و سوریه و شکل‌گیری جمهوری متحد عربی، پادشاهی هاشمی عراق و اردن با هم متحد شده و فدراسیون عربی را تشکیل دادند. پرچم فدراسیون عربی عیناً همان پرچم اردن، ولی بدون ستاره بود. این پرچم با پرچم فلسطین که در سال ۱۹۶۴ به تصویب رسید یکی است و شباهت‌های بسیاری با پرچم حزب عربی سوسیالیستی بعث دارد. فدراسیون عربی بعد از انقلاب ۱۴ ژوئیه از هم پاشید.

### ۱۹۵۹–۱۹۶۳

۱۹۵۹–۱۹۶۳ (تناسب: ۱:۲)

پس از انقلاب عبدالکریم قاسم در سال ۱۹۵۹ پرچم عراق تغییر کرد. سیاه، سفید، سبز و قرمز (رنگ‌های پان‌عربیسم) به‌نمایندگی از جریان پان‌عربیسم و خورشید کرد زرد در مرکز پرچم به‌نمایندگی از کردهای عراق در پرچم قرار دارند. مرکز پرچم نیز توسط ستارهٔ ایشتار به‌رنگ قرمز برای نشان دادن تاریخ بین‌الملل باستان احاطه شده است.
این پرچم در حال حاضر تنها پرچم عراق است که برافراشتن آن در منطقه خودمختار کردستان عراق مشکلی ندارد و قانونی است، زیرا این پرچم تنها پرچم عراق است که در آن به کردهای ساکن در عراق اشاره شده، در حالی که سایر پرچم‌ها به‌دلیل وابستگی به مفاهیم پان‌عربیسم و تصویب در دورهٔ بعث این گونه نیستند.

### عراق بعثی(۱۹۶۳-۲۰۰۴)

این پرچم که در سال ۱۹۶۳ تحت حکومت عبدالسلام عارف برای نمایندگی از جمهوری متحد عربیِ تجدید سازمان‌یافته، که عراق نیز عضوی از آن بود، تصویب شد، تا زمان جایگزینی آن توسط صدام حسین در سال ۱۹۹۱، به عنوان پرچم ملی انحصاری مورد استفاده قرار می‌گرفت، اگرچه تا سال ۲۰۰۸ به عنوان یک نوع سکولار به طور گسترده مورد استفاده قرار گرفت.

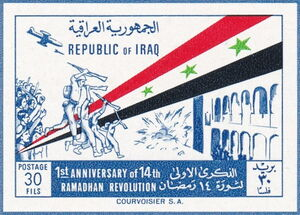
تمبر پستی یادبود انقلاب رمضان و نشان دادن پرچم ۱۹۶۳

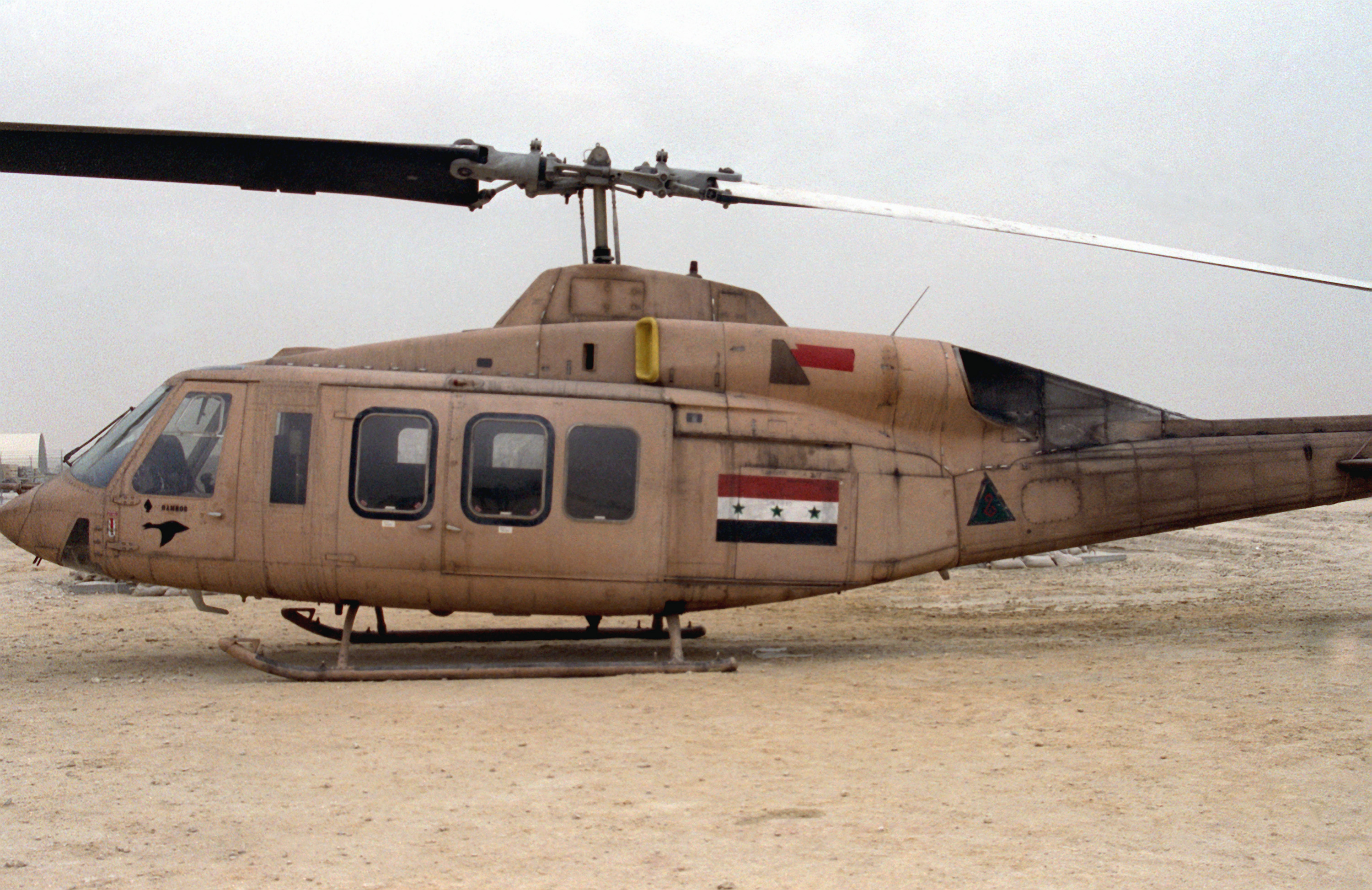
پرچم روی یک بالگرد بل ۲۱۴اس‌تی که در جریان حمله به کویت مورد استفاده قرار گرفت (در عربستان سعودی به غنیمت گرفته شد)

پس از سرنگونی قاسم توسط حزب بعث در سال ۱۹۶۳، دولت جدید به رهبری عبدالسلام عارف ناصریست ( که در آن زمان تحت تأثیر اتحادیه سوسیالیست‌های عرب بود ) در ۳۱ ژوئیه ۱۹۶۳ (قانون شماره ۲۸ سال ۱۹۶۳) نسخه اصلاح‌شده‌ای از پرچم آزادی‌بخش عرب را به عنوان پرچم جدید عراق برگزید. این پرچم سه رنگ افقی با نوارهای قرمز، سفید و سیاه (زیرمجموعه‌ای از رنگ‌های پان‌عرب که اولین بار در انقلاب ۱۹۵۲ مصر استفاده شد) اساس پرچم جمهوری متحده عربی (UAR) را تشکیل داد. اگرچه BAC در سال ۱۹۶۱ منحل شد، اما امیدها برای اتحاد اعراب ادامه یافت. برای مثال، پرچم BAC دو ستاره سبز در یک نوار سفید داشت که نمایانگر دو عضو این کشور ( مصر و سوریه ) بود، در حالی که پرچم جدید عراق سه ستاره داشت که نماد تمایل عراق برای پیوستن به یک اتحادیه جدید با مصر و سوریه بود. سوریه با پیروی از این هدف، در اواخر همان سال پرچم جدید عراق را به عنوان پرچم خود برگزید. این پرچم تا سال ۱۹۷۱، زمانی که ستاره‌های سبز با شاهین قریش جایگزین شدند و به عنوان نشان ملی سوریه انتخاب شدند ، پرچم سوریه باقی ماند .
در دوران ریاست جمهوری صدام حسین ، قانون پرچم عراق شماره ۲۸ مصوب ۱۹۶۳ جای خود را به قانون پرچم شماره ۳۳ مصوب ۱۹۸۶ داد. این قانون پرچم را تغییر نداد، اما معنای سه ستاره را از معنای جغرافیایی اصلی آنها تغییر داد تا نمایانگر سه اصل حزب بعث باشد: wahda, hurriyah, ishtirakiyah (وحدت، آزادی و سوسیالیسم).

گونه‌ای که حزب بعث پس از جنگ خلیج فارس به عنوان بخشی از کمپین ایمان اتخاذ کرد. پس از جنگ، این پرچم به عنوان نماد نیروهای وفادار و بعدها به عنوان نماد مخالفان سنی مورد استفاده قرار گرفت.

در ۱۳ ژانویه ۱۹۹۱، پرچم توسط قانون شماره ۶ پرچم اصلاح شد. با تشویق رئیس جمهور صدام حسین، takbīr (عبارت عربی الله اکبر ) به رنگ سبز بین ستاره‌ها اضافه شد. گفته می‌شود که شکل takbīr با دست‌خط خود صدام بوده است.  او گنجاندن بسیاری از متون مقدس اسلامی را به عنوان تلاشی برای جلب حمایت رهبران مذهبی سابق عراق که در زمان جنگ غیرقانونی بودند، برای جلوگیری از هتک حرمت پرچم عراق در کویت اشغال شده توسط عراق و تقویت اعتبار اسلام‌گرایانه دولت عراق در دوره بلافاصله قبل از جنگ خلیج فارس تفسیر کرد. با وجود این، پرچم بدون تکبیر تا سال ۲۰۰۴ قانونی و مورد استفاده رسمی رایج باقی ماند؛ این پرچم بیشتر به عنوان پرچم مدنی یا در مکان‌هایی که به پرچمی با حساسیت مذهبی کمتر نیاز بود، مورد استفاده قرار می‌گرفت. پیش از حمله آمریکا، مخالفان عراقی گاهی از آن به عنوان «پرچم واقعی» عراق استفاده می‌کردند. برای مثال، متن جدیدی که به پرچم اضافه شده بود، با افزودن اثر شخصی صدام به پرچم ملی، که برای دهه‌ها به شناخته‌شده‌ترین نماد ملی و بین‌المللی عراق تبدیل شده بود، به عنوان نمونه‌ای از گرایش‌های اقتدارگرایانه او تلقی می‌شد. این کاربرد با استفاده از آن به عنوان نماد وفاداری به صدام و دولت بعث پس از سال ۲۰۰۳ در تضاد است. نسخه بدون تکبیر هرگز رسماً توسط دولت آمریکا مورد استفاده قرار نگرفت.

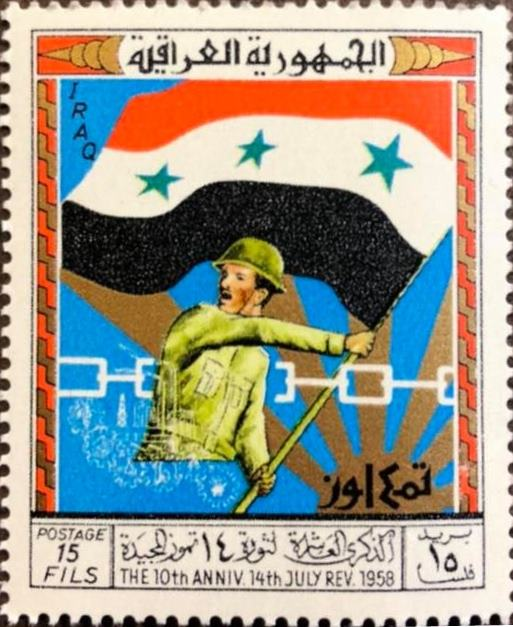
پرچمی که روی تمبر تبلیغاتی دیده می‌شود (۱۹۶۹)

همانند سایر پرچم‌هایی که به خط عربی نوشته می‌شوند، میله پرچم در سمت راست سطح پرچم قرار دارد. اگرچه همزه بالای حرف الف در کلمه « الله » در نسخه اصلی، طبق دستور زبان رسمی عربی ، یک خطای املایی به نظر می‌رسد، اما این یک خطای رایج است که در بسیاری از متون یافت می‌شود.  این پرچم در جریان اعتراضات عراق در سال‌های ۲۰۱۲-۲۰۱۳ به عنوان نمادی از هویت سنی عراق (عمدتاً در میان اعراب و ترکمن‌ها) دوباره مطرح شد و همچنان توسط جمعیت سنی عراق در سراسر جهان مورد استفاده قرار می‌گیرد. این پرچم همچنین همچنان توسط گروه‌های شورشی مانند ارتش آزاد عراق ، ارتش نقشبندی ، جبهه مقاومت اسلامی در عراق ، فرماندهی عالی جهاد و آزادی و شورای قبیله‌ای انبار مورد استفاده قرار می‌گیرد و مرتباً بین نسخه‌های اصلی پرچم مربوط به سال ۱۹۶۳ و نسخه‌های تکبیر تغییر می‌کند. ستاره‌های این پرچم همچنان نماد قابل تشخیص عراق هستند، همانطور که در لوگوی حزب کمونیست عراق دیده می‌شود. به دلیل ارتباط بین این جنبش‌ها و پرچم، این پرچم اغلب به صورت گذشته‌نگر به عنوان پرچم بعث، پرچم صدام یا پرچم سنی شناخته یا درک می‌شود، با وجود اینکه نمادی ذاتاً غیرفرقه‌ای با منشأ ناصری است که مدت‌ها قبل از حکومت صدام حسین به طور گسترده مورد استفاده قرار می‌گرفت.

این پرچم همچنین به عنوان طرح پرچم ملی عراق در مجموعه‌های طراحی ایموجی متعدد، از جمله پروژه OpenMoji و دستگاه‌های هواوی (هر دو تا سال ۲۰۲۴) مورد استفاده قرار گرفته است و با وجود اینکه بیش از یک دهه به طور رسمی مورد استفاده قرار نگرفته است، همچنان طرح پرچم در سایت‌هایی مانند Steam است.

### پرچم پیشنهادی ۲۰۰۴

پرچم پیشنهادی، ۲۰۰۴ (سپس‌تر کنار گذاشته شد)

در ۲۶ آوریل ۲۰۰۴، دولت موقت عراق پرچم جدیدی طراحی کرد که نشان از تمایل به «تمایز در تمام چیزها» با دولت صدام بود. آخرین پرچم پیشنهادی برای عراق سفید و زرد (دو خط آبی به نشانهٔ دجله و فرات رنگ زرد را احاطه کرده بود) به همراه یک هلال در وسط قسمت سفید آن بود. رنگ زرد نشانهٔ اقلیت کرد عراق بود. این پرچم به دلیل شباهت فراوان آن به پرچم اسرائیل هیچ‌گاه جدی گرفته نشد.

### ۲۰۰۴–۲۰۰۸

۲۰۰۴–۲۰۰۸ پرچم عراق با الله اکبر به خط کوفی و سه ستاره (تناسب: ۲:۳)

در سال ۲۰۰۴ و پس از سرنگونی صدام حسین، مقرر گردید تا شکل اساسی پرچم موجود حفظ شود. با این وجود به دلیل اعلام انزجار از صدام، جملهٔ «الله اکبر» در درون پرچم از دست خط قبلی (که دست خط صدام بود) به دست خط کوفی تغییر شکل پیدا کرد.

### ۲۰۰۸–اکنون

۲۲ ژانویه ۲۰۰۸–اکنون پرچم عراق (تناسب: ۲:۳)

در ۲۲ ژانویه ۲۰۰۸، مجلس عراق طرح جدید خود را برای پرچم ملی تصویب کرد که توسط قانون سال ۲۰۰۸ به عنوان جایگزین موقت پرچم عراق بعثی دوران صدام تأیید شد. در نسخهٔ فعلی، سه ستاره حذف شدند. مجلس در نظر داشت که طرح جدید یک سال دوام بیاورد و پس از آن تصمیم نهایی در مورد پرچم گرفته شود. با این حال، قانون پرچم در ۳۰ اوت ۲۰۰۹ در مجلس بررسی شد.
در سال ۲۰۱۲، تلاشی برای جایگزینی پرچم با طرحی جدید انجام شد.

## طرح رنگی
سیستم رنگ پرچم عراق:
|             | قرمز       | سفید        | سبز        | سیاه      |
| ----------- | ---------- | ----------- | ---------- | --------- |
| RGB         | 205/17/37  | 255/255/255 | 1/123/61   | 0/0/0     |
| Hexadecimal | #cd1125    | #ffffff     | #017b3d    | #000000   |
| CMYK        | 0/92/82/20 | 0/0/0/0     | 99/0/50/52 | 0/0/0/100 |